# W oczach Zachodu
W oczach Zachodu (ang. Under Western Eyes) – powieść Josepha Conrada, wydana w 1911 w Londynie w wydawnictwie „Methuen & Company”.
Pierwsze polskie wydanie książkowe ukazało się w 1920 we Lwowie nakładem Ludowego Towarzystwa Wydawniczego w tłumaczeniu Felicji Nossig pod tytułem Prowokator. Przed wojną wyszło jeszcze tłumaczenie Heleny Janiny Pajzderskiej już pod tytułem W oczach Zachodu (nakładem E. Wende i S-ka i Towarzystwa Wydawniczego „Ignis”, 1925). Powojenne tłumaczenie Wita Tarnawskiego wydał w 1974 Państwowy Instytut Wydawniczy.
Powieść początkowo miała nosić tytuł Razumov, Conrad zmienił go, gdyż Gertrude Atherton wydała powieść o podobnym tytule: Rezanov. Tytuł W oczach Zachodu nadał utworowi w styczniu 1910.

## Fabuła
Sam Conrad następująco streścił swą książkę Johnowi Galsworthy’emu: „Student Razumow (nieślubny syn księcia K.) potajemnie wydaje policji swego kolegę, studenta Haldina, ukrywającego się w jego pokoju po popełnieniu przestępstwa politycznego (ma to być zabójstwo de Plehwego). Pierwsza część w Petersburgu. (Haldin zostaje oczywiście powieszony). 2-ga w Genewie. Student Razumow, spotkawszy za granicą matkę i siostrę Haldina, zakochuje się w tej ostatniej, poślubia ją i po pewnym czasie spowiada się jej ze swego udziału w aresztowaniu i śmierci jej brata. Proces psychologiczny, który doprowadził Razumowa do zdrady Haldina, do wyznania uczynionego żonie i w rezultacie do śmierci tych osób (wywołanej głównie podobieństwem ich dziecka do nieżyjącego Haldina) stanowi zasadniczy temat opowieści.”

## Ekranizacja
Powieść została zekranizowana w 1936 przez Marca Allégreta pod tytułem Razumov: Sous les yeux d’occident, w rolach głównych wystąpili: Pierre Fresnay, Danièle Parola i Michel Simon.